# In absentia
In absentia (latin) betyder i fravær, fraværende; uden at være fysisk til stede.
At dømme nogen in absentia vil sige at dømme nogen, som ikke er til stede under domshandlingen. For eksempel blev Hitlers privatsekretær Martin Bormann dødsdømt, uden at han var til stede under Nürnbergprocessen.
I nogle retssystemer som oldtidens Romerret og i nutidens USA er processer in absentia ikke tilladt.
| Jura | Spire Denne juraartikel er en spire som bør udbygges. Du er velkommen til at hjælpe Wikipedia ved at udvide den. |